# Arroio do Lami
O Arroio do Lami (por vezes dito "Arroio Lami") é um arroio da cidade de Porto Alegre, capital do estado brasileiro do Rio Grande do Sul. Compõe uma das vinte e sete sub-bacias hidrográficas do território do município, as quais servem à Bacia do Lago Guaíba. A sub-bacia do Lami compreende 51,19 km², dos quais 30% estão no território de Viamão, cidade vizinha de Porto Alegre. No ano de 1998, a sub-bacia tinha uma população de 3.916 habitantes. A calha do arroio do Lami possui 16.768 metros.

## Nascentes
O Arroio do Lami tem suas nascentes em uma região de colinas de Viamão, perto da fronteira com o município de Porto Alegre e próxima das nascentes do Arroio Fiúza. Em virtude da presença de tantos cursos d'água, a região é chamada de "Anel das Nascentes". Já são observadas ocupações irregulares e propriedades rurais nessa área em Viamão, entre a Estrada das Quirinas e a Estrada João de Oliveira Remião.
À medida em que escoa no sentido norte-sul, em direção ao Guaíba, o arroio recebe águas de afluentes de dois grandes morros fronteiriços de Porto Alegre e Viamão: o Morro São Pedro (com 289 metros em seu pico) e o Morro da Extrema (com 255m). Vindo do São Pedro, os principais tributários do Lami são: o arroio das Quirinas e o arroio Araçá. Já da Extrema, podemos citar o arroio Passo da Batalha, São Caetano e Batalha.

## Fluxo
Ao transpor a fronteira de Porto Alegre-Viamão, entrando no bairro São Caetano, o arroio do Lami corre parelelo à Estrada das Quirinas, atravessando o Beco Passo da Taquara, onde há uma pequena ponte, próximo da cabanha "Costa do Cerro", uma das diversas propriedades da Zona Rural de Porto Alegre. Seguindo o sentido da Estrada da Taquara, ele atravessa por baixo a Estrada Frederico Augusto Hanemann, chegando ao bairro Lami. Segue em direção à rótula da Avenidas Edgar Pires de Castro e da Estrada do Varejão, onde há uma terceira ponte, a partir da qual a largura do arroio e sua área verde se tornam substancialmente maiores, chegando à Reserva Biológica do Lami José Lutzenberger e finalmente à sua foz no Guaíba.